# Now I'll Tell
Now I'll Tell (bra Quando New York Dorme) é um filme estadunidense de 1934, do gênero drama biográfico, escrito e dirigido por Edwin J. Burke, com roteiro levemente baseado no livro Now I'll Tell, de Carolyn Behar (que assinou como "Mrs. Arnold Rothstein"), sobre a vida de seu marido, o apostador Arnold Rothstein.

## Sinopse
Um apostador se vê em sérios problemas com a máfia quando perde toda a sua fortuna em uma luta. Ele tinha prometido a sua mulher que deixaria de apostar somente se ganhasse 20 000 dólares, mas com a máfia em seu caminho, ele se vê forçado a vender todas as joias de sua esposa para poder se ver livre dela.

## Elenco
- Spencer Tracy - Murray Golden
- Helen Twelvetrees - Virginia Golden
- Alice Faye - Peggy Warren
- Robert Gleckler - Al Mossiter
- Henry O'Neill - Tommy Doran
- Hobart Cavanaugh - Freddie
- G.P. Huntley - Hart
- Shirley Temple - Mary Doran
- Clarence Wilson - advogado Davis
- Vince Barnett - Peppo